# Centrala statsledningen
Centrala statsledningen är ett begrepp som används i svensk lagstiftning gällande personskyddet, och definieras i förordningen (2014:1103) med instruktion för Säkerhetspolisen (Säpo) som en personkrets omfattande statschefen, tronföljaren, talmannen, riksdagsledamöterna, statsministern, statsråden, statssekreterarna och kabinettssekreteraren. Säkerhetspolisen får utöver detta besluta om personskydd i enskilda fall, och ansvarar även för personskydd i samband med statsbesök och liknande händelser. År 2014 gjorde Säpo bedömningen att drygt 400 personer omfattades av begreppet.
Det var först efter mordet på Anna Lindh som begreppet definierades i lagen, på inrådan från Lagrådet, efter att en utredning om personskyddet tillsattes av Regeringen Persson år 2003.